# 1978 في بنغلاديش
فيما يلي قوائم الأحداث التي وقعت خلال عام 1978 في بنغلاديش.

## سياسة

### تعيين في المنصب
- 29 ديسمبر – حسين محمد إرشاد رئيس أركان الجيش البنغلاديشي [الإنجليزية]‏.

## رياضة
- 1 يناير – بطولة آسيا للشباب لكرة القدم 1978

## وفيات

### أبريل
- 5 أبريل – أطلب علي (مواليد 1953)